# Otho Lloyd
Pour les articles homonymes, voir Lloyd.
Otho Lloyd, né à Londres le 6 juillet 1885 et mort à Barcelone en août 1979, est un peintre et photographe espagnol. 

## Biographie
Frère aîné d'Arthur Cravan, neveu de Constance Lloyd, petit-fils d'Horace Lloyd et arrière-petit-fils de John Horatio Lloyd, il est le fils d'Otho Holland Lloyd et d'Hélène Clara St. Clair, sa gouvernante connue sous le nom de Nellie. Le couple s'était marié l'année précédente en dépit des réserves de la famille Lloyd. 
Otho Holland Lloyd abandonne son épouse peu de temps après la naissance de leur deuxième enfant, Fabien Avenarius, futur Arthur Cravan, en 1887. Nellie demande alors le divorce et obtient un règlement substantiel avant d'épouser le médecin suisse Henri Grandjean. 
Otho Lloyd fait ses études en Suisse et en Angleterre et est élève d'André Dunoyer de Segonzac et d'Henri Matisse pour lapeinture. 
Il vit à Munich avant la Première Guerre mondiale et rencontre sa future femme, Olga Sacharoff en Allemagne. Vers 1912, le couple déménage à Paris.
Lors de sa première exposition, aux Perls Galleries de New York, il présente huit peintures datant des années 1930 à 1938, notamment Les Toits de Paris (1930), Pont des Arts à Paris (1930), Paysage d'Espagne (1932), Vue de Tossa (1932), Vue de Mougins (1933), Les Oliviers du Cannet (1937), Paysage des Environs de Paris (1938), et Pont-Neuf à Paris (1938).  